# تغلب بنت الخوار
تغلب بنت الخوار تابعية راوية للحديث روت عن خالتها خليده بنت قعنب الضبية الصحابية، وروى عنها حميد بن حماد بن أبي الخوار. وقد ورد ذكرها في أسد الغابة في ترجمة خليدة بنت قعنب.